# Nazionale femminile di hockey su prato di Bermuda
La nazionale di hockey su prato femminile di Bermuda è la squadra femminile di hockey su prato rappresentativa di Bermuda ed è posta sotto la giurisdizione della Bermuda Hockey Federation.

## Partecipazioni

### Mondiali
- 1972-2006 - non partecipa

### Olimpiadi
- 1980-2008 - non partecipa

### Champions Trophy
- 1987-2009 - non partecipa

### Coppa panamericana
- 2001 - non partecipa
- 2004 - non partecipa
- 2009 - 8º posto